# 六氯合锇(IV)酸铵
六氯合锇(IV)酸铵是一种配位化合物，化学式为(NH4)2[OsCl6]。

## 制备
六氯合锇(IV)酸铵可由氯化亚铁在氯化铵和盐酸的存在下还原四氧化锇制得：
{\displaystyle {\ce {OsO4 + 4 FeCl2 + 8 HCl + 2 NH4Cl -> (NH4)2[OsCl6] + 4 FeCl3 + 4 H2O}}}

## 性质
六氯合锇(IV)酸铵不会挥发或潮解，在170 °C以下的空气中稳定。加热至390 °C或在氢气流中加热，分解出金属锇：
{\displaystyle {\ce {3 (NH4)2[OsCl6] -> 3 Os + 2 N2 ^ + 16 HCl ^ + 2 NH4Cl}}}
{\displaystyle {\ce {(NH4)2[OsCl6] + 2 H2 -> Os + 2 NH4Cl + 4 HCl ^}}}
它和过量的水合肼反应，可以得到[Os(NH3)5(N2)]Cl2。